# Polizeiruf 110: Sieben Tage Freiheit
Sieben Tage Freiheit ist ein deutscher Kriminalfilm von Dagmar Wittmers aus dem Jahr 1995. Der Fernsehfilm erschien als 170. Folge der Filmreihe Polizeiruf 110 und wurde vom SFB produziert.

## Handlung
Im Oktober 1990 wird auf offener Strecke ein Geldtransporter überfallen. Einer der Täter, Dietrich Bühlau, nennt dabei den Mitarbeiter Achim Kowalski beim Namen. Es kommt zu einer Schießerei, bei der Kowalskis Kollege Arnd getötet und Weber schwer verletzt wird. Einer der Täter, Christian Schwarz, wird wiederum angeschossen, doch kann Bühlau mit der Millionensumme entkommen. Bühlau und Schwarz wird der Prozess gemacht; auch Kowalski erhält eine vierjährige Haftstrafe, obwohl er seine Unschuld beteuert und angibt, Bühlau noch nie zuvor gesehen zu haben.
Nach vier Jahren kommt Kowalski als erster frei. Seine Frau Manuela hat auf ihn gewartet, aber ein eigenes Leben angefangen. Sie hat ein kleines Bistro am Markt eröffnet, den Wartburg gegen einen Alfa Romeo getauscht und sämtliche Schallplatten Kowalskis als CDs nachgekauft. Kowalski ist vom Wandel, der während seiner Haftzeit stattgefunden hat, zunächst überfordert, zumal auch sein Sohn Sebastian ihn erst wieder neu kennenlernen muss. Schon am Tag seiner Entlassung wird Kowalski von einem fremden Mann verfolgt, der ihn kurz darauf in einem Supermarkt anspricht. Er plane, Bühlau aus dem Gefängnis zu holen. Kowalski solle ihm dabei helfen. Zunächst wehrt sich Kowalski, will dann jedoch bei dem Vorhaben mitmachen. Er hofft, so einen Teil des Geldes zu erhalten, und zum anderen seine Unschuld zu beweisen. Er weiß nicht, dass Berg, der ihn angesprochen hat, ein Lockvogel der Polizei ist. Er arbeitet für Ermittler Penck, der nach den immer noch verschwundenen Millionen sucht. Kommissarin Tanja Voigt ist von den Untersuchungen wenig begeistert. Sie befürchtet, dass Penck Kowalski zum Täter machen wolle, um nachträglich seine Schuld zu beweisen. Zudem wird Jens Hoffmann zur Beschattung Kowalskis eingesetzt, sodass Tanja Voigt einen Mitarbeiter weniger zur Verfügung hat.
Kowalski erhält Geld von Berg, um den Schließer des Gefängnisses, Willi Rindberg, zu bestechen. Rindberg soll Bühlaus Flucht ermöglichen, ist von Penck eingeweiht und geht auf Kowalskis Bestechung ein. Beim Verlassen von Rindbergs Wohnung sieht Kowalski Jens Hoffmann, den er für einen Beschatter hält. Kowalski hält in seinem Tun inne. Er begibt sich zu Tanja Voigt, der er von der Bestechung und dem Kontakt Bergs erzählt, den er noch nie zuvor gesehen habe. Kurz darauf kauft er sich eine Pistole.
Tanja Voigt stellt Penck zur Rede. Der hat inzwischen andere Probleme: Bühlaus Schwester Ina weiß von der geplanten Fluchthilfe für ihren Bruder und berichtet Bühlau verschlüsselt davon. Penck lässt Kowalski aufs Revier kommen und konfrontiert ihn mit seinem Verhalten und Inas Wissen. Kowalski beteuert, dass er Ina nichts gesagt habe; er erfährt später von seiner Frau, dass sie die Information an Ina gegeben hat, da sie dem Treiben ein Ende bereiten wollte. Die Ermittler nutzen Inas Tat und wollen Bühlau nun tatsächlich aus dem Gefängnis holen. Auf seiner „Flucht“ soll ihn Kowalski ausfragen. Der Plan gelingt und Kowalski erhält von Bühlau das Geständnis, dass er ein zufälliges Mitopfer des Überfalls war. Einer seiner Kollegen habe beim Überfall Kowalskis Namen genannt. Bühlau ahnt jedoch, dass Kowalski falschspielt, und provoziert einen Unfall. In der Folge kann er fliehen. Er begibt sich zu Ina und kurz darauf zu Manuela. Es zeigt sich, dass Manuela und Bühlau ein Verhältnis hatten und auch Sebastian in Wirklichkeit Bühlaus Sohn ist. Manuela weiß auch, wo die Beute des Überfalls liegt. Sie will das Geld holen, als Kowalski erscheint. Er überrascht Bühlau in der Wohnung und erfährt die Wahrheit. Er will Bühlau erschießen, trifft jedoch Manuela, die sich vor ihn wirft. Sie ist sofort tot. Kowalski eilt mit Sebastian im Arm aus der Wohnung. Tanja Voigt und Penck erscheinen kurz darauf und finden Bühlau neben der toten Manuela. Wo das Geld ist, weiß Bühlau nicht.

## Produktion
Sieben Tage Freiheit wurde unter anderem in und um Potsdam gedreht. Es war der erste SFB-Polizeiruf, der aus Kostengründen auf Video und nicht auf 16-mm-Film produziert wurde. Die Kostüme des Films schuf Gertraud Wahl, die Filmbauten stammen von Günther Halfpap. Der Film erlebte am 28. Mai 1995 in der ARD seine Fernsehpremiere. Die Zuschauerbeteiligung lag bei 13,4 Prozent.
Es war die 170. Folge der Filmreihe Polizeiruf 110. Kommissarin Tanja Voigt ermittelte in ihrem 4. Fall; Jens Hoffmann in seinem 3. Fall.

## Kritik
Für die TV Spielfilm war Sieben Tage Freiheit zwar „nicht sehr originell, aber unterhaltsam inszeniert“. Der Film sei ein „gut gespielter Krimi mit eigener Note“. „Am Ende waren alle Klarheiten beseitigt – dies aber in starker atmosphärischer und menschlicher Dichte“, fasste die Süddeutsche Zeitung zusammen, und bezeichnete das Finale als „wirr… und blutig…“.
Norbert Hübner vom Bundesverband Kamera kritisierte in der Frankfurter Rundschau die Aufnahmequalität des Films, so seien die „Bilder […] von undifferenzierter Tiefenschärfe und die Darsteller wie Pfannkuchen flachgeleuchtet“ gewesen, ständige Kamerafahrten und der „unsägliche Schnitt“ führten neben Beleuchtungsfehlern (Rotlicht für den Zuschauer in Spiegelungen erkennbar) zu einem technischen Niveau der Folge, gegen das „die ‚Lindenstraße‘ […] als cineastisches Meisterwerk durchgeht.“
 Auch die vom SFB produzierten Tatort-Filme mit dem Duo Roiter und Zorowski wurden in diesem Format aufgezeichnet und ebenfalls kritisiert.